# 28508 Kishore
28508 Kishore è un asteroide della fascia principale. Scoperto nel 2000, presenta un'orbita caratterizzata da un semiasse maggiore pari a 2,4062558 UA e da un'eccentricità di 0,1110153, inclinata di 5,62826° rispetto all'eclittica.